# Cours-la-Ville
Pour les articles homonymes, voir Cours.
 (février 2017).
Cours-La Ville redirige ici.
Cours-la-Ville (prononcé [kuʁ la vil]  ; également nommée Cours-La Ville non officiellement) est une ancienne commune française, située dans le département du Rhône en région Auvergne-Rhône-Alpes. Depuis 2016, elle est une commune déléguée et le chef-lieu de la commune nouvelle de Cours.

## Géographie

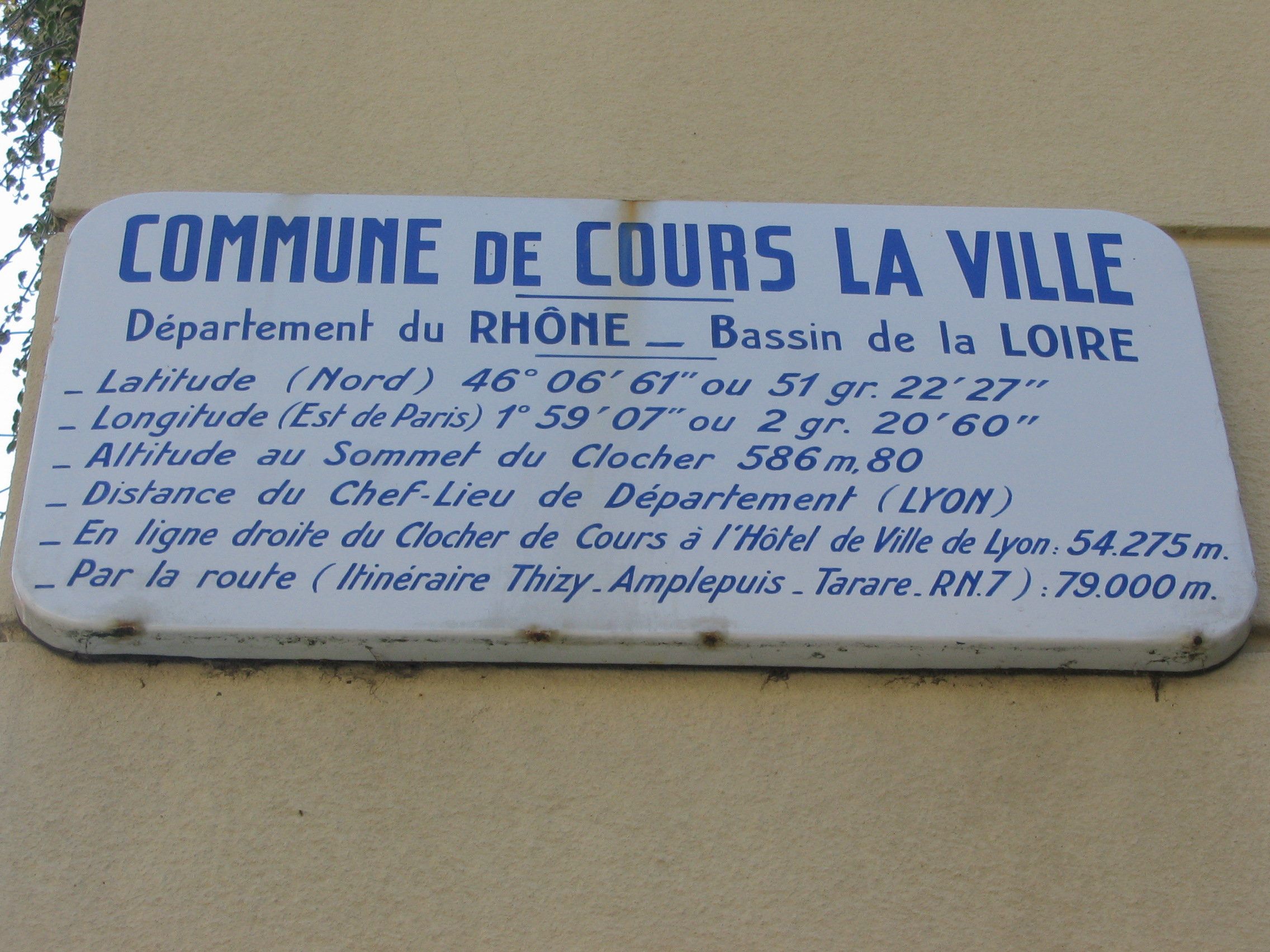
Plaque ancienne

Située à 70 kilomètres de Lyon, Cours-la-Ville possède un territoire formé pour l'essentiel par un assez vaste amphithéâtre qui correspond au bassin de réception de la rivière Trambe ou Trambouze, un sous-affluent de la Loire. Celle-ci ne se constitue vraiment en cours d'eau que par la réunion à la hauteur du quartier de l'Isle de deux ruisseaux, l'un naissant sous le col du Pavillon (et qui alimente le barrage du Berthier), l'autre sous le col de la Bûche, deux ensellements qui jalonnent les limites du territoire communal. Cet amphithéâtre se creuse entre le bourrelet de reliefs qui s'étend au nord de La Bûche au Cergne et à l'ouest l'alignement de hautes collines qui court du Crêt de Formont aux limites de Cours et de Thel.

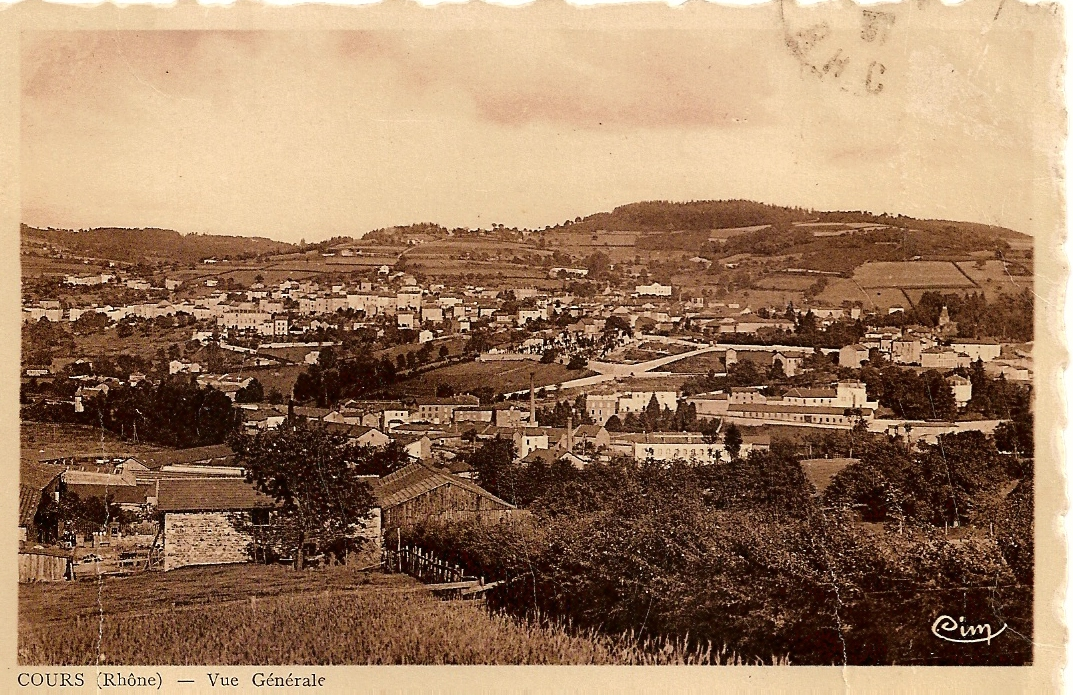
Panorama de Cours vers 1930

Sur toute la partie haute de cet amphithéâtre, Cours est boisée sur 43 % de la surface au total, soit 835 hectares répartis en trois secteurs principaux que sont les confins du bois de Rottecorde, les pentes du Crêt de Formont (dont le sommet appartient à Thel) et le secteur du Replat.
L'agglomération coursiaude ancienne était disposée à flanc de coteau au sud-est de la Trambouze naissante, ses quartiers industriels plus récents occupant quant à eux, du Moulin et de l'Isle jusqu'à Vivi et à la Grande Écluse, le fond de la vallée. À partir de l'étranglement qui, entre Le Calvaire et Le Château d'une part, Le Colombier et Le Clapier d'autre part, ferme en son sud-ouest le bassin de réception de la Trambouze, cette vallée se resserre à Valissant et au Bas de Cours pour devenir le profond couloir où coulera la rivière jusqu'au Ronzy à Bourg-de-Thizy. Cet étranglement de la vallée avait été mis à profit, comme en d'autres points de la région (à Cadolon par exemple) par l'industrie textile, mais cette activité a disparu dès l'entre-deux-guerres.
Cours-la-Ville - dont les plus de 2 000 habitants agglomérés font authentiquement une commune urbaine - rassemble aujourd'hui un peu moins de 4 000 habitants après en avoir compté plus de 5 000 jusqu'au début des années 1980 et plus de 6 000 au début du XXe siècle. Ce déclin démographique est plus précoce et plus accentué que pour deux unités urbaines voisines (situées toutes deux à 16 km de Cours), Amplepuis dans le Rhône et Chauffailles en Saône-et-Loire. Il est vrai que ces deux villes ont l'avantage d'être directement reliées à Lyon par des voies ferrées, Cours-la-Ville apparaissant ainsi plus enclavé.
Le peuplement de Cours caractérise pourtant un espace authentiquement urbain dont témoigne sa densité kilométrique : 197 hab/km2, à comparer avec celle des localités rurales voisines (38 hab/km2 à Mardore, 30 à Thel).

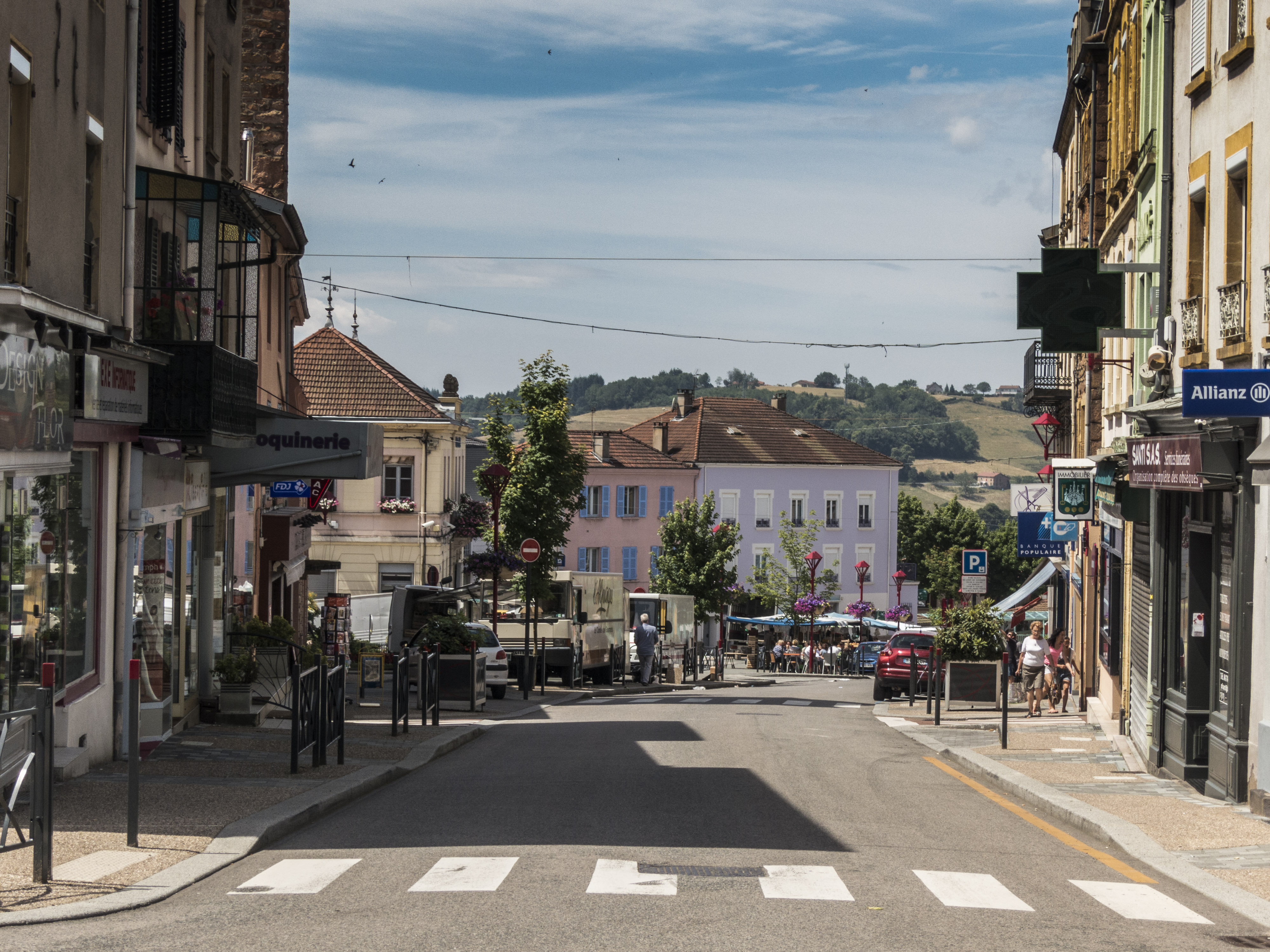
Regardant vers la place du marché
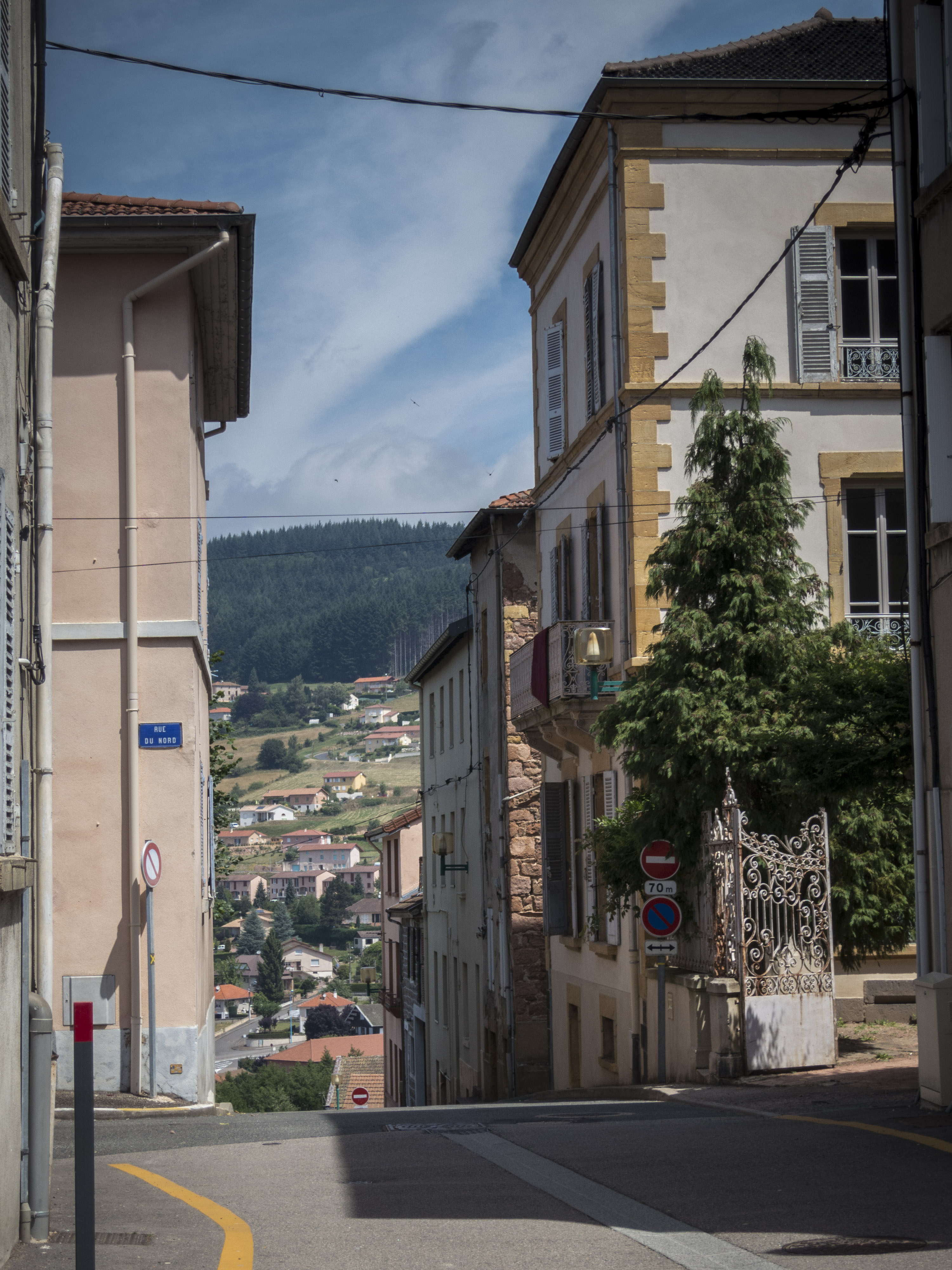
Une rue à Cours-la-Ville

### Lieux-dits et écarts
Au Montant - Aux Cotes - Aux Craux - Bas de Cours - Bellotier - Berthier - Bois Brûlé - Bois Thivend - Bosland - Brûlé - Chambardon - Champallard - Charbonnière - Chalumet - Chassignoles - Châtelat - Chavit - Chenillon - Chez Gotton - Col de la Bûche - Col du Pavillon - Colombier - Couvent - Croix Dumont - Croix Laroche - Desvarennes - Eversins - En Rossand - En Trambouze - Etang du Moulin - Fourcheveille - Formont - Fouilloux - Gaudin - Gaudinet - Giret - Goutte du Pas - Goutte Noire - Grand Bois - Grappe-Loup - L'Achéron - La Fargette - la Gare - La Ville - Fougerard - La Chèvre - La Garenne - La Grande Ecluse - La Montagne - La Rivière - la Tonne - La Villette - Le Biot - le Calvaire - Le Chalet - Le Charme - Le Clapier - L'Enfer - Le Lavoir - Le Mort - Le Moulin - Le Nurin - Lépardet - Le Pernin - Le Replat - L'Etang - Les Bachasses - les Charrières - Les Gardes - Les Hayes - Lespinasse - Les Planches de L'Isle - Les Portes - Les Sanguignots - Les Terres - Les Veines - L'Isle - Malevala - Marchand - Martinique - Mercier - Mont Florentin - Moulin Trambouze - Munet - Paquis Giret - Pauge - Pied de l'Ane - Pierres Plates - Pierreton - Pin des Maures - Roche de Thel - Serpolière - Sous le Bois - Terres aux Pierres - Terres Sanlaville - Valissant bas - Valissant haut - Verbuchin - Vercennes - Venteuil - Vivi.

## Histoire
À cette époque[Quand ?] Cours, sur le plan religieux, dépendait de l'archiprêtré de Beaujeu intégré dans le diocèse de Mâcon. Cette configuration demeurera jusqu'à la Révolution. L'église était placée sous la tutelle des prieurs du prieuré Saint-Fortuné de Charlieu dont ils nommaient les curés successifs.
Les premiers seigneurs de Cours ont vécu au sein d'une puissante motte féodale dont on aperçoit encore les dénivellations concentriques des fossés et remparts au lieu-dit le Châtelat dans un bois situé au-dessus de la chapelle du Calvaire. Quant au château d'Estieugues, il semble avoir été édifié vers 1300. Il avait été la possession des Foudras, puis des Lavieu. En 1496, les Damas sont seigneurs d'Esthieugues; à la fin du XVIe siècle, ils acquièrent tous droits de justice sur leurs terres. Par alliance, le château passe en 1613 à la famille d'Amanzé de Chauffailles. Dès lors la demeure seigneuriale n'est plus occupéen comme le confirment les habitants à l'évêque de Mâcon en 1670 à l'occasion de la visite pastorale de son diocèse. Les Saint-Georges, puis les Vichy en auront également la jouissance. À ces derniers, il sera confisqué et placé sous séquestre pendant la Révolution, et finalement vendu comme bien national. En grande partie inoccupé depuis le début du XVIIe siècle, en état d'abandon, il avait bien triste allure à la fin du XIXe siècle, où seules les ruines d'une tour circulaire se dressaient sur deux niveaux présentant des fenêtres à coussiège et meneaux et garni de cheminées monumentales dont l'une était sculptée aux armes des Damas soutenues par des anges.
Un comité de surveillance est établi[Quand ?], et à l'initiative des révolutionnaires plusieurs coursiauds sont arrêtés et menés jusque dans les prisons de Paris. C'est ainsi que le curé de Cours séjourne plusieurs mois dans les geôles parisiennes.

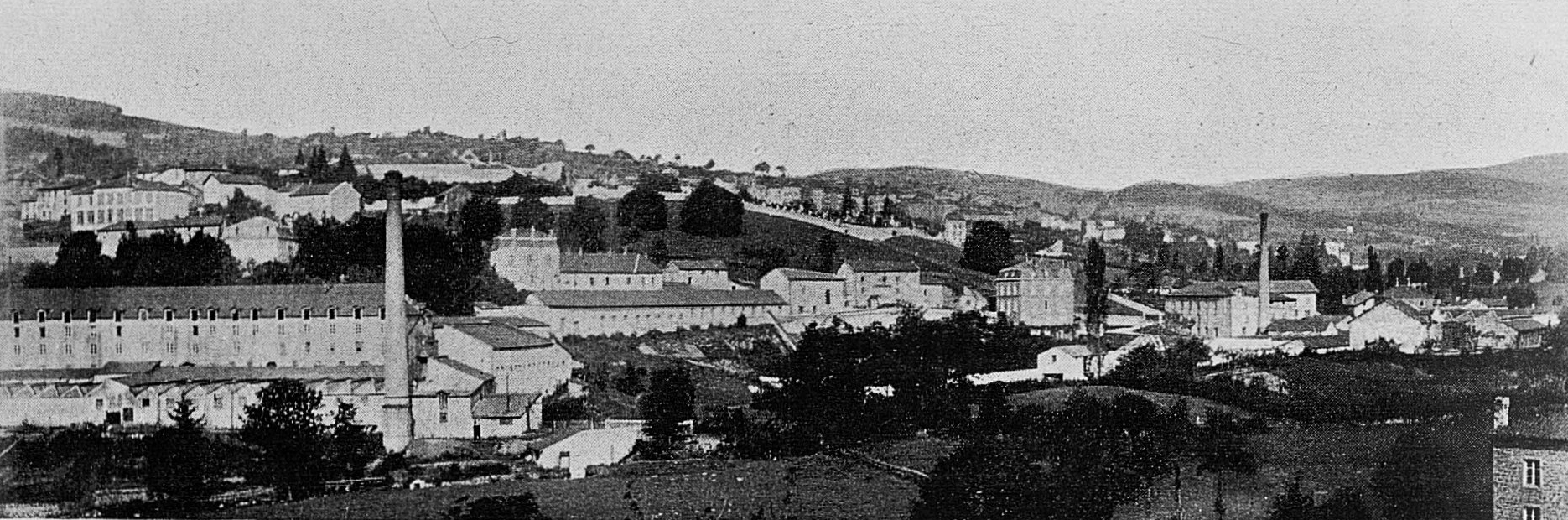
Vue d'ensemble de Cours-la-Ville au début du XXe siècle

Du 22 juillet 1889 à fin mars 1890 (soit une durée record de 262 jours de grève), des milliers d'ouvriers des industries textiles de Cours se mettent en grève. Localement des souscriptions, des bals publics, des tombolas, des assemblées de conscrits, des contributions des associations et de la municipalité... sont utilisés pour soutenir le mouvement. Des souscriptions sont reçues de nombreuses villes sur tout le territoire national et même de Suisse et d'Allemagne. Une centaine de soldats du 4e régiment de cuirassiers sont envoyés par le préfet en renfort des gendarmes. À l'issue de cette remarquable lutte sociale, les ouvriers et ouvrières du textile coursiaud obtiendront pour longtemps des salaires et des conditions de travail parmi les meilleurs en France.
En 1974, la commune de La Ville est réunie avec Cours dans le cadre d'une fusion-association, formant ainsi la commune de Cours-La Ville. Mais La Ville reste une commune associée. Ce n'est qu'en 2005 que les deux communes fusionnent complètement, après le référendum du 28 novembre 2004.
Dans le courant de l'année 2015, la commune de Cours-la-Ville opère un rapprochement avec celles de Thel et Pont-Trambouze, dans le but de créer une commune nouvelle baptisée Cours. Cette fusion est entérinée par un arrêté préfectoral du 18 novembre 2015, publié au Journal officiel du 31 décembre suivant. Lors de l'entrée en vigueur, le 1er janvier 2016, les communes fondatrices deviennent, conformément aux souhaits des conseils municipaux respectifs, des communes déléguées de la nouvelle collectivité, dont Cours-la-Ville est le chef-lieu.

## Politique et administration

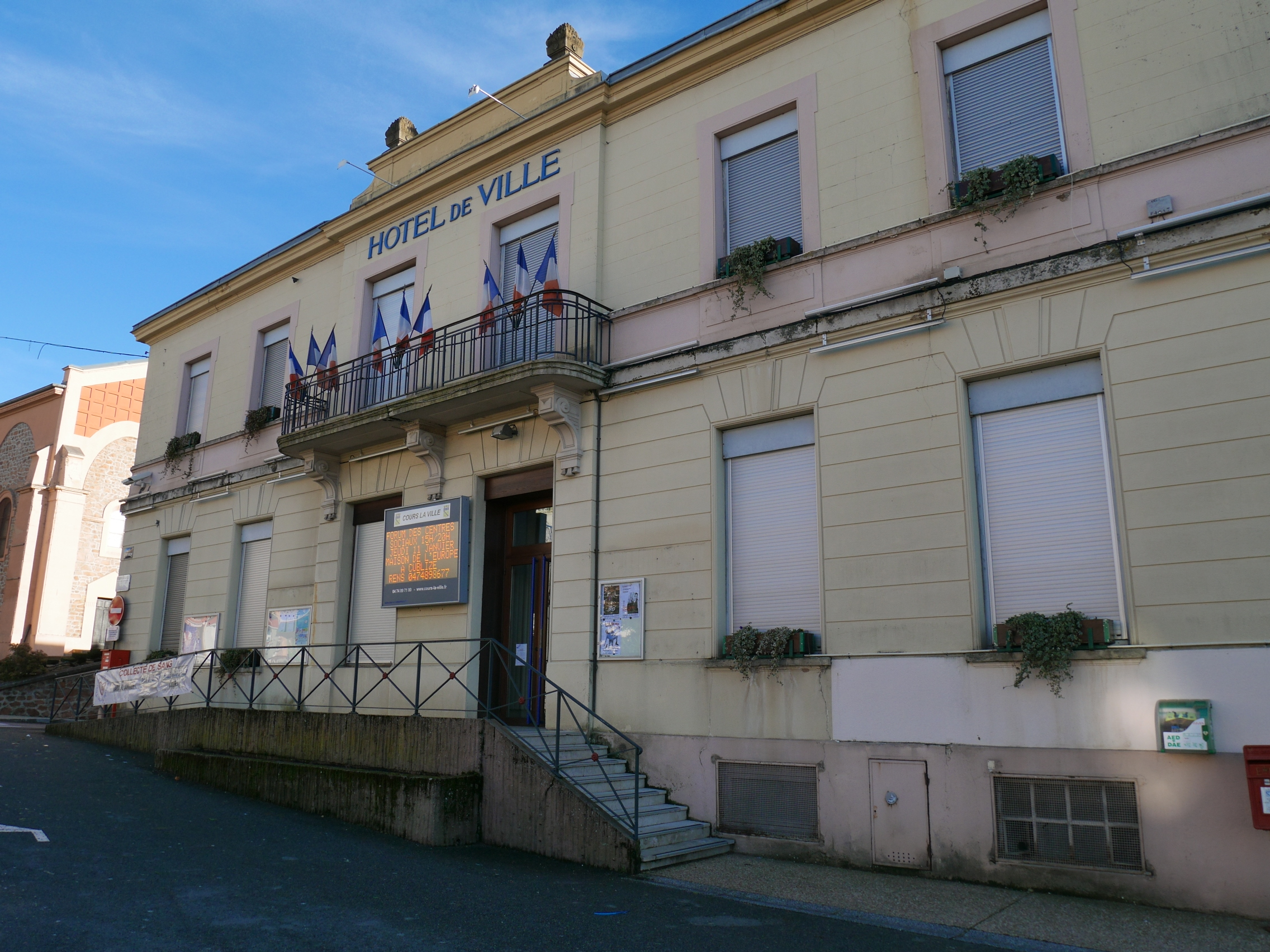
La mairie de Cours-la-Ville

### Administration municipale
| Période                                  | Période   | Identité               | Étiquette   | Qualité                                                                                         |
| ---------------------------------------- | --------- | ---------------------- | ----------- | ----------------------------------------------------------------------------------------------- |
| Les données manquantes sont à compléter. |           |                        |             |                                                                                                 |
| 1840                                     | 1847      | Benoît-Marie Villeret  | -           |                                                                                                 |
| 1847                                     | 1852      | Antoine Poizat         | -           | Tisseur                                                                                         |
| 1852                                     | 1855      | Victor Buisson         | -           |                                                                                                 |
| 1855                                     | 1860      | Pierre Vallier         | -           |                                                                                                 |
| 1860                                     | 1871      | Jean-Henri Burnichon   | -           |                                                                                                 |
| 1871                                     | 1886      | Louis Sénac            | -           | Médecin                                                                                         |
| 1886                                     | 1890      | Antoine Villeret       | -           |                                                                                                 |
| 1890                                     | 1901      | Simon Désigaud         | -           |                                                                                                 |
| 1901                                     | 1907      | Pierre-Marie Sautet    | -           |                                                                                                 |
| 1907                                     | 1908      | Pierre-Auguste Dussert | -           |                                                                                                 |
| 1908                                     | 1912      | Philibert Corneloup    | -           |                                                                                                 |
| 1912                                     | 1935      | Irénée Giraud          | SFIO        | Tailleur d'habits,conseiller d'arrondissement, conseiller général Sénateur du Rhône (1927-1936) |
| 1935                                     | 1941      | Gabriel Lhéritier      | PDP         | Docteur                                                                                         |
| avril 1941                               | juin 1941 | Henri Millet           | -           | Industriel                                                                                      |
| juin 1941                                | 1944      | Jean-Germain Dessales  | Radical     | Directeur d'usine textile                                                                       |
| septembre 1944                           | 1947      | Marcel Brivet          | SFIO        | Horloger                                                                                        |
| 1947                                     | 1959      | Pierre Clauzel         | MRP         |                                                                                                 |
| 1959                                     | 1971      | Henri Touzet           | -           | Tisseur                                                                                         |
| 1971                                     | 1983      | René Vermorel          | DVD         | Commerçant                                                                                      |
| 1983                                     | 1998      | Pierre Giraud          | DVD         | Industriel                                                                                      |
| 1998                                     | 2001      | Jean-Louis Fillon      | DVD         | cadre de l'industrie                                                                            |
| mars 2001                                | mars 2008 | Michel Lachize         | NC          |                                                                                                 |
| mars 2008                                | 2016      | Patrice Verchère       | UMP puis LR | Permanent politique, Député du Rhône (2007-2020)                                                |

| Période  | Période  | Identité          | Étiquette | Qualité                                     |
| -------- | -------- | ----------------- | --------- | ------------------------------------------- |
| 2016     | mai 2020 | Georges Burnichon | -         |                                             |
| mai 2020 | En cours | Patrice Verchère  | LR        | Maire de Cours, Député du Rhône (2007-2020) |

### Intercommunalité
La commune fait partie de la communauté de communes de l'Ouest Rhodanien.

### Politique environnementale
En 2014, la commune de Cours-la-Ville bénéficie du label « ville fleurie » avec « 3 fleurs » attribuées par le Conseil national des villes et villages fleuris de France au concours des villes et villages fleuris.

## Population et société

### Démographie
L'évolution du nombre d'habitants est connue à travers les recensements de la population effectués dans la commune depuis 1793. À partir du 1er janvier 2009, les populations légales des communes sont publiées annuellement dans le cadre d'un recensement qui repose désormais sur une collecte d'information annuelle, concernant successivement tous les territoires communaux au cours d'une période de cinq ans. 
Pour les communes de moins de 10 000 habitants, une enquête de recensement portant sur toute la population est réalisée tous les cinq ans, les populations légales des années intermédiaires étant quant à elles estimées par interpolation ou extrapolation. Pour la commune, le premier recensement exhaustif entrant dans le cadre du nouveau dispositif a été réalisé en 2008,.
En 2013, la commune comptait 3 797 habitants, en évolution de −2,62 % par rapport à 2008 (Rhône : +5,46 %, France hors Mayotte : +2,49 %).
| 1793  | 1800  | 1806  | 1821  | 1831  | 1836  | 1841  | 1846  | 1851  |
| ----- | ----- | ----- | ----- | ----- | ----- | ----- | ----- | ----- |
| 2 076 | 1 981 | 2 131 | 2 913 | 3 311 | 3 985 | 4 478 | 4 588 | 4 688 |

| 1856  | 1861  | 1866  | 1872  | 1876  | 1881  | 1886  | 1891  | 1896  |
| ----- | ----- | ----- | ----- | ----- | ----- | ----- | ----- | ----- |
| 4 991 | 4 909 | 4 872 | 5 431 | 6 157 | 6 929 | 6 246 | 5 994 | 5 755 |

| 1901  | 1906  | 1911  | 1921  | 1926  | 1931  | 1936  | 1946  | 1954  |
| ----- | ----- | ----- | ----- | ----- | ----- | ----- | ----- | ----- |
| 5 493 | 5 718 | 6 013 | 5 871 | 6 000 | 5 962 | 5 706 | 5 194 | 5 416 |

| 1962  | 1968  | 1975  | 1982  | 1990  | 1999  | 2008  | 2013  | - |
| ----- | ----- | ----- | ----- | ----- | ----- | ----- | ----- | - |
| 5 790 | 5 400 | 5 556 | 5 095 | 4 637 | 4 241 | 3 899 | 3 797 | - |

### Enseignement
La commune de Cours est située dans l'académie de Lyon.
La ville administre trois écoles publiques : l'école maternelle Jacques Prévert, l'école élémentaire Léonard de Vinci (à Cours) et l'école primaire Marcel Pagnol (à La Ville). Un établissement privé catholique sous contrat, l'école primaire Saint-Charles est également présent à Cours.
Le département gère le collège François Brossette, 220 élèves. La commune dispose également d'un collège privé catholique, le collège Sainte-Marie, 100 élèves.

### Club
- AS Cours rugby
- AS Cours foot

## Culture locale et patrimoine

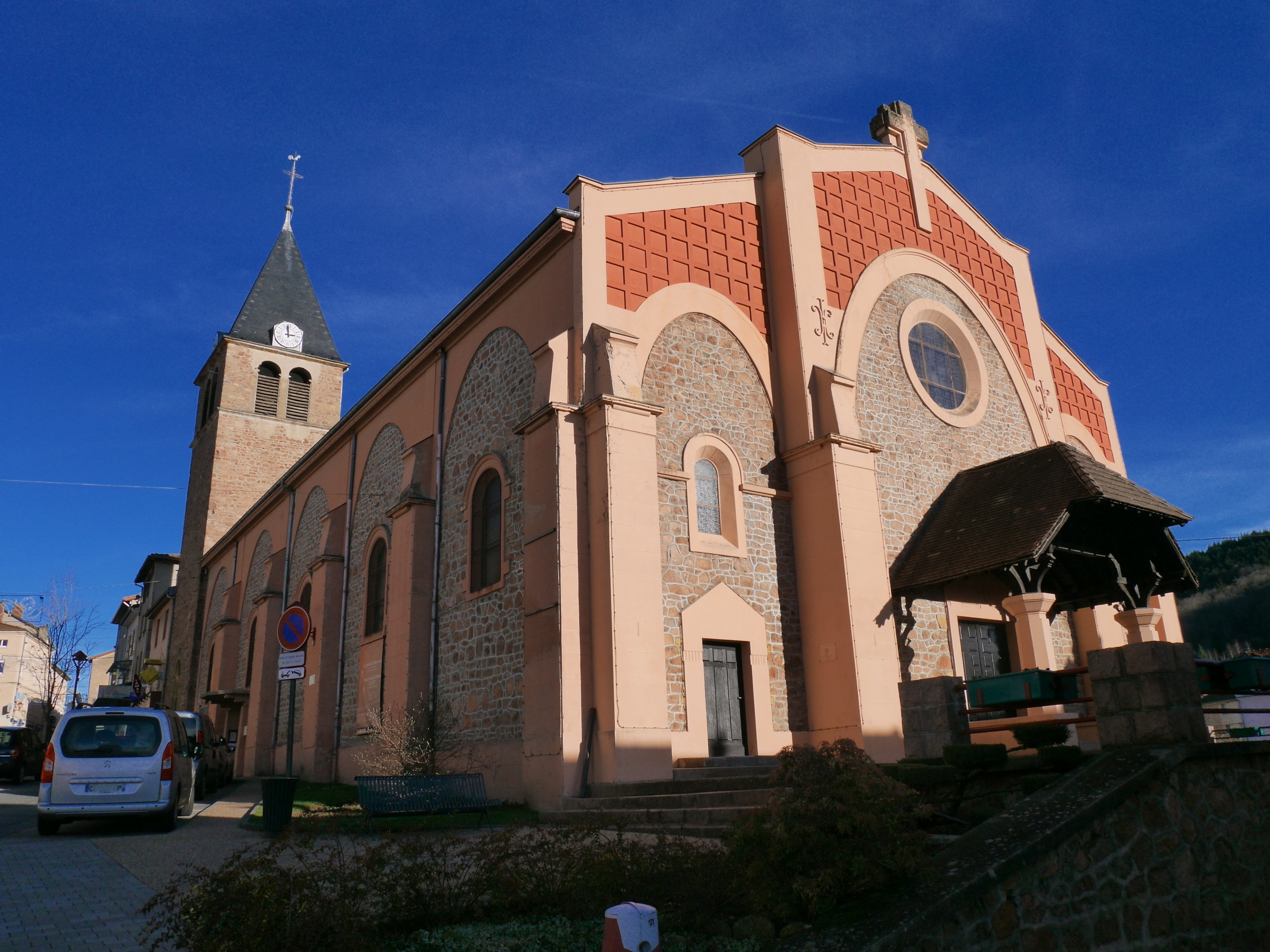
L'église Saint-Étienne.

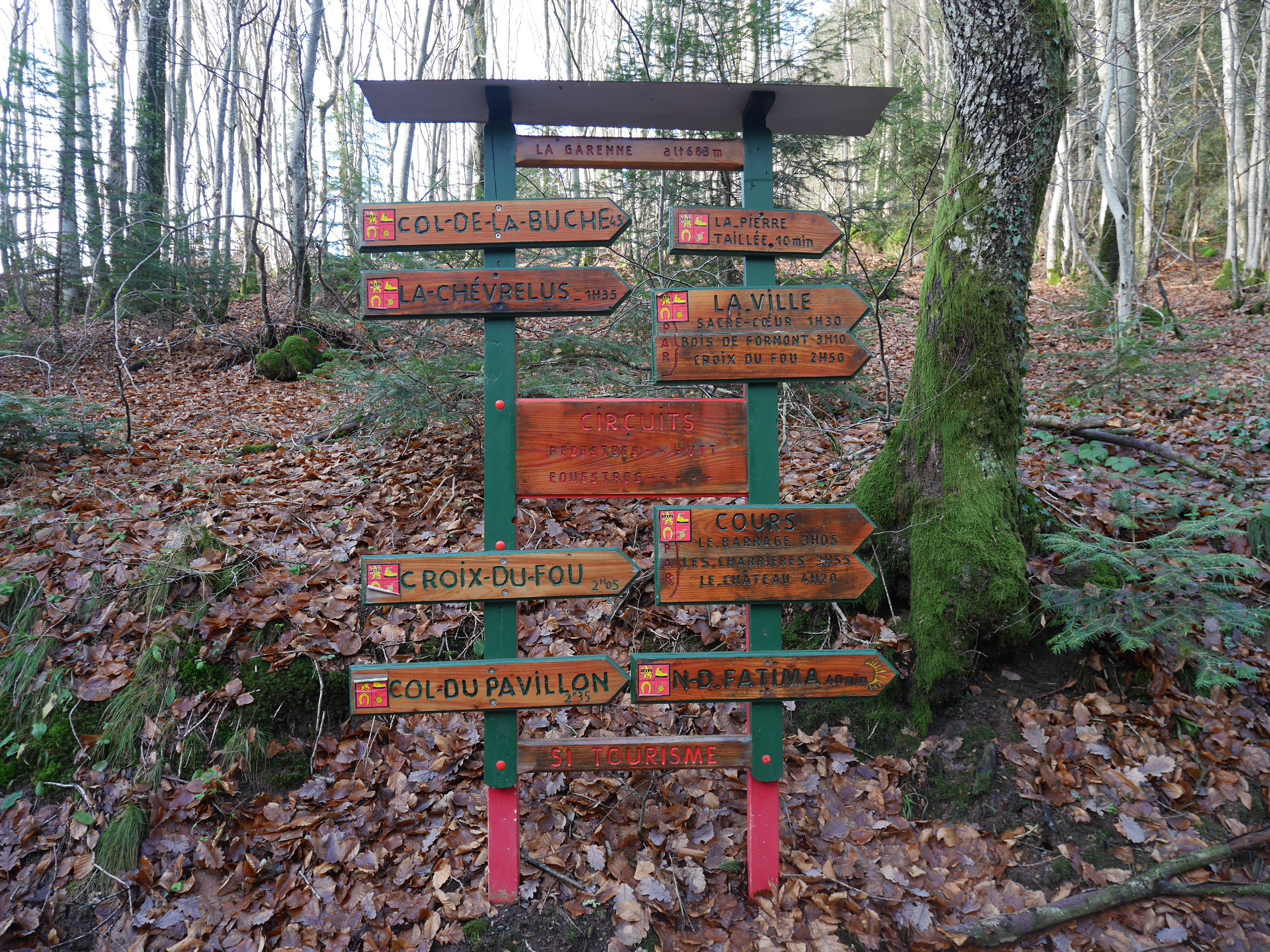
Balisage de sentiers de randonnée

### Lieux et monuments
- L'église Saint-Étienne dont les fonts baptismaux et sa chaire à prêcher, réalisées par les frères Chambot en 1841, ont été classés le 18 octobre 1983.
- La chapelle du calvaire
- Le château d'Estieugues
- la motte féodale du Châtelat
- Le Barrage « du Berthier »
- La maison de la Villette - XVIIIe siècle
- La maison du Colombier - XVIIe siècle
- La machine à vapeur de l'ancienne usine Poizat frères (dans le bourg)
- Plaques commémoratives guerre 1870/71 (cimetière)
- Le monument aux morts 14-18 et 39-45 (square Georges-Valentin)
- Le lion de Verdun (square Georges-Valentin)

### Personnalités liées à la commune
- Georges Valentin (1908-1944), as de guerre français né à La Ville, abattu le 8 septembre 1944 au-dessus de Dijon.
- Ghislain Anselmini (né en 1970), ancien footballeur professionnel français de l'Olympique lyonnais, a débuté avant 14 ans à Cours-la -ville.
- Patrice Verchère (né en 1973), député (2007-2020), fut maire de la commune.

## Pour approfondir